# Polska Izba Książki
Polska Izba Książki (PIK) – ogólnokrajowa organizacja samorządu gospodarczego, zrzeszająca zarówno wydawców, jak i księgarnie, hurtownie książek, drukarnie, a także wszelkie przedsiębiorstwa powiązane z rynkiem książki. PIK od 2013 roku zajmuje się formami i kierunkami transformacji czytelnictwa w Polsce. Monitoruje zmieniające się nawyki i zachowania czytelnicze względem tekstu drukowanego i publikowanego na nośnikach elektronicznych.

## Historia
Polska Izba Książki została zawiązana w 1990 roku zaraz po przemianach ustrojowych jako samorząd gospodarczy wydawców i księgarzy, aby w trakcie tworzenia się nowych podstaw prawnych w Polsce reprezentować interesy branży wydawniczej. PIK w czasach powstawania prywatnych wydawnictw, drukarni, hurtowni i księgarni organizowała liczne debaty, uczestniczyła w posiedzeniach komisji sejmowych, wywierała naciski na rząd, walcząc o wprowadzanie zmian legislacyjnych korzystnych dla branży.

## Zadania statutowe
Obecnie do najważniejszych zadań Izby należą:
1. reprezentowanie oraz ochrona interesów gospodarczych członków Izby wobec organów państwowych, samorządowych, a także innych organizacji krajowych i zagranicznych;
2. współtworzenie warunków rozwoju życia gospodarczego w zakresie działalności prowadzonej na rynku książki;
3. spełnianie funkcji informacyjnej i doradczej na rzecz członków Izby;
4. kreowanie pozytywnego wizerunku branży wydawniczej w mediach i świadomości społecznej;
5. działanie na rzecz kształtowania dobrych obyczajów we współdziałaniu członków Izby oraz na całym rynku książki;
6. ochrona praw autorskich wydawców i – w odpowiednim zakresie – twórców;
7. wspieranie inicjatyw gospodarczych i organizacyjnych członków Izby;
8. działanie na rzecz promocji i wspomagania rozwoju czytelnictwa, jako podstawowego źródła rozwoju intelektualnego społeczeństwa;
9. podejmowanie wszelkich innych działań dla dobra rynku książki, uzasadnionych charakterem działalności Izby.

PIK prowadzi również swoją działalność za granicą, będąc członkiem Federation of European Publishers (z siedzibą w Brukseli).

## Sekcje tematyczne
Członkowie zrzeszeni w PIK działają w czterech sekcjach tematycznych:
- Sekcji Wydawców Edukacyjnych,
- Sekcji Wydawców Akademickich i Naukowych,
- Sekcji Wydawców Beletrystycznych,
- Sekcji Dystrybucji Treści.

## Prezesi Polskiej Izby Książki
- Grzegorz Boguta (1990–1997)
- Andrzej Chrzanowski (1997–2000)
- Andrzej Nowakowski (2000–2003)
- Ewa Malinowska-Grupińska (2003–2006)
- Piotr Marciszuk (2006–2012)
- Włodzimierz Albin (2012-2020)
- Sonia Draga (2020-2024)[1]
- Magdalena Hajduk-Dębowska (od 2024)[2][3]